# Brother Bear (trilha sonora)
Brother Bear: An Original Walt Disney Records Soundtrack é uma trilha sonora do filme de animação de 2003 da Disney, Brother Bear. Contém a música do filme composta por Mark Mancina e Phil Collins, bem como as músicas escritas por Collins, e interpretadas por Tina Turner, The Blind Boys of Alabama, Oren Waters, The Bulgarian Women's Choir e o próprio Collins. O álbum foi lançado em 21 de outubro de 2003 pela Walt Disney Records.
Embora não tenha sido lançado como um single "On My Way" recebeu destaques em comerciais para o filme. A música é sobre ir para novos lugares com novos amigos, e Collins canta durante uma cena quando Kenai faz amizade com Koda.

## Lista de faixas
Todas as letras escritas por Phil Collins, exceto as faixas 10-12, compostas por Collins e Mark Mancina. 
| N.º | Título                                                  | Interpretada por                                         | Duração |  |
| 1.  | "Look Through My Eyes"                                  | Phil Collins                                             | 4:01    |  |
| 2.  | "Great Spirits"                                         | Tina Turner                                              | 3:23    |  |
| 3.  | "Welcome"                                               | Phil Collins                                             | 3:38    |  |
| 4.  | "No Way Out (Theme from Brother Bear)" (single version) | Phil Collins                                             | 4:18    |  |
| 5.  | "Transformation"                                        | The Bulgarian Women's Choir                              | 2:29    |  |
| 6.  | "On My Way"                                             | Phil Collins                                             | 3:40    |  |
| 7.  | "Welcome"                                               | The Blind Boys of Alabama & Phil Collins com Oren Waters | 3:14    |  |
| 8.  | "No Way Out (Theme from Brother Bear)"                  | Phil Collins                                             | 2:37    |  |
| 9.  | "Transformation"                                        | Phil Collins                                             | 2:26    |  |
| 10. | "Three Brothers" (Instrumental)                         |                                                          | 6:44    |  |
| 11. | "Awakes as a Bear" (Instrumental)                       |                                                          | 6:48    |  |
| 12. | "Wilderness of Danger and Beauty" (Instrumental)        |                                                          | 5:32    |  |

| Edição exclusiva da Best Buy |                 |         |  |
| N.º                          | Título          | Duração |  |
| 13.                          | "Great Spirits" | 4:47    |  |

### Edição brasileira
Versão brasileira traduzida por Dom Félix Ferrà.
| Irmão Urso (Uma Trilha Sonora Original de Walt Disney Records) |                                                         |                                                                          |         |  |
| N.º                                                            | Título                                                  | Interpretada por                                                         | Duração |  |
| 1.                                                             | "Look Through My Eyes"                                  | Phil Collins                                                             | 4:01    |  |
| 2.                                                             | "Espíritos Ancestrais"                                  | Cidalia Castro                                                           | 3:20    |  |
| 3.                                                             | "Welcome"                                               | Phil Collins                                                             | 3:38    |  |
| 4.                                                             | "No Way Out (Theme from Brother Bear)" (single version) | Phil Collins                                                             | 4:18    |  |
| 5.                                                             | "Transformation"                                        | The Bulgarian Women's Choir                                              | 2:29    |  |
| 6.                                                             | "Lá Vou Eu"                                             | Juliano Cortuah & Bernardo Coutinho                                      | 3:40    |  |
| 7.                                                             | "Bem-vindo"                                             | Juliano Cortuah, Abdullah, Jairo Bonfim, Marlon Saint & Darilton Almeida | 3:14    |  |
| 8.                                                             | "Sem Saída (Tema de Irmão Urso)"                        | Juliano Cortuah                                                          | 2:37    |  |
| 9.                                                             | "Transformation"                                        | Phil Collins                                                             | 2:26    |  |
| 10.                                                            | "Três Irmãos" (Instrumental)                            |                                                                          | 6:44    |  |
| 11.                                                            | "Virando Urso" (Instrumental)                           |                                                                          | 6:48    |  |
| 12.                                                            | "Floresta de Perigos e Beleza" (Instrumental)           |                                                                          | 5:32    |  |
| 13.                                                            | "Great Spirits"                                         | Tina Turner                                                              | 3:24    |  |

### Edição portuguesa
| Kenai e Koda (Banda Sonora em Português) |                                               |                                                                                            |         |  |
| N.º                                      | Título                                        | Interpretada por                                                                           | Duração |  |
| 1.                                       | "Look Through My Eyes"                        | Phil Collins                                                                               | 4:01    |  |
| 2.                                       | "Ó Espíritos"                                 | Patricia Antunes                                                                           | 3:20    |  |
| 3.                                       | "Transformation"                              | The Bulgarian Women's Choir                                                                | 2:29    |  |
| 4.                                       | "Aqui Vou Eu"                                 | Anjos & Luis Simões                                                                        | 3:40    |  |
| 5.                                       | "Welcome"                                     | Phil Collins                                                                               | 3:38    |  |
| 6.                                       | "Não Sei Sair"                                | Anjos                                                                                      | 2:37    |  |
| 7.                                       | "Look Through My Eyes"                        | Phil Collins                                                                               | 4:01    |  |
| 8.                                       | "Transformation"                              | Phil Collins                                                                               | 2:26    |  |
| 9.                                       | "On My Way"                                   | Phil Collins                                                                               | 3:40    |  |
| 10.                                      | "Bem-vindo"                                   | Anjos, Sérgio Peixoto, Rui Jorge Matos, Manuel dos Santos, Paulo Jorge Ramos & Mário Sousa | 3:14    |  |
| 11.                                      | "Três Irmãos" (Instrumental)                  |                                                                                            | 6:44    |  |
| 12.                                      | "Despertar Como um Urso" (Instrumental)       |                                                                                            | 6:48    |  |
| 13.                                      | "Floresta de Perigos e Beleza" (Instrumental) |                                                                                            | 5:32    |  |

## Desempenho nas tabelas musicais
| Paradas musicais (2003)      | Melhor posição |
| ---------------------------- | -------------- |
| Estados Unidos Billboard 200 | 52             |